# Daniel Mendelsohn
Pour les articles homonymes, voir Mendelsohn.
Pour les articles ayant des titres homophones, voir Mendelssohn et Mendelson.
 (octobre 2017).
Si vous disposez d'ouvrages ou d'articles de référence ou si vous connaissez des sites web de qualité traitant du thème abordé ici, merci de compléter l'article en donnant les références utiles à sa vérifiabilité et en les liant à la section « Notes et références ».
Daniel Mendelsohn, né le 16 avril 1960 à Long Island, aux États-Unis, est écrivain et critique littéraire américain. Il est professeur de littérature classique au Bard College. Il est contributeur au New York Review of Books.

## Biographie
Daniel Mendelsohn passe son enfance dans une famille juive de cinq enfants de la classe moyenne, à Old Bethpage, banlieue résidentielle de l'État de New York.
Il amorce ses études supérieures à l'université de Virginie de 1978 à 1982 et décroche un baccalauréat universitaire ès lettres. Il s'installe ensuite à New York. Pendant trois ans, il est l'assistant d'un imprésario d'opéra. Il s'inscrit ensuite à l'université de Princeton et obtient une maîtrise en 1989, puis un doctorat en 1994, grâce à une thèse sur le théâtre d'Euripide qui sera publiée en 2002. Pendant ses études, il commence à publier des articles dans divers journaux et magazines prestigieux, dont The New York Times, The Nation et The Village Voice. À la fin de ses études, il retourne vivre à New York et devient écrivain à temps plein. Il publie de nombreuses critiques sur des livres, des productions théâtrales, des films et des émissions de télévision dans The New Yorker, Newsweek, Esquire, Harper's Magazine, The Paris Review, The New Republic et, surtout, dans The New York Review of Books, dont il devient un des contributeurs réguliers.
En marge de son activité de critique, il enseigne à temps partiel la littérature, de 1994 à 2002, à l'université de Princeton, avant de devenir professeur titulaire au Bard College.
Il a traduit de nombreux poèmes de Constantin Cavafy en langue anglaise.
En 2006, il publie Les Disparus (The Lost: A Search for Six of Six Million). Il décrit dans cet ouvrage les recherches qu'il a menées pour retrouver la trace de six membres de sa famille, tués par les nazis, pendant la Seconde Guerre mondiale. Ceux-ci vivaient dans la petite ville de Bolechow, aujourd'hui en Ukraine. L'auteur collecte des témoignages au cours de plusieurs voyages, en Ukraine, en Australie, en Israël et les confronte à la mémoire des disparus, telle qu'elle lui a été transmise par sa famille, ainsi qu'à de rares documents d'archives… Cette œuvre inclassable, qui oscille entre enquête, reconstitution historique et chronique intimiste, remporte de nombreux prix, dont le National Book Critics Circle Award 2006 et le prix Médicis étranger 2007.
En 2008, son livre L’Étreinte fugitive est publié en France. Écrit sept ans avant Les Disparus, il constitue le premier volet d'un triptyque, dont Les Disparus constituent le second volet, et a également obtenu une réception critique exceptionnelle. 

### Vie privée
Daniel Mendelsohn se déclare homosexuel. Il est le frère du réalisateur Eric Mendelsohn, de Matt Mendelsohn, photographe, et de Jennifer Mendelsohn, journaliste également.

## Œuvres
- The Elusive Embrace: Desire and the Riddle of Identity (Alfred A. Knopf, 1999) Publié en français sous le titre L'Étreinte fugitive, traduit par Pierre Guglielmina, Paris, Flammarion, 2009, 284 p.  (ISBN 978-2-08-121406-4) ; nouvelle édition avec une préface inédite, Paris, Flammarion, 2018, 284 p.  (ISBN 978-2-08-143944-3)
- Gender and the City in Euripides’ Political Plays (Oxford University Press, 2002)
- The Lost : A Search for Six of Six Million (HarperCollins, 2006) Publié en français sous le titre Les Disparus, traduit par Pierre Guglielmina, photographies de Matt Mendelssohn, Paris, Flammarion, 2007, 649 p.  (ISBN 978-2-08-120551-2) ; réédition, Paris, J'ai lu no 8861, 2009, 930 p.  (ISBN 978-2-290-01602-2)
- How Beautiful It Is And How Easily It Can Be Broken (HarperCollins, 2008) Publié en français sous le titre Si beau, si fragile : essais critiques, Paris, Flammarion, 2011, 427 p.  (ISBN 978-2-0812-4439-9) ; réédition, Paris, J'ai lu no 11843, 2017  (ISBN 978-2-290-04188-8)
- C. P. Cavafy: The Unfinished Poems. The First English Translation, With Introduction and Commentary (Alfred A. Knopf, 2009)
- C. P. Cavafy: Collected Poems. Translated, With Introduction and Commentary (Alfred A. Knopf, 2009)
- Waiting for the Barbarians: Essays from the Classics to Pop Culture (2012)
- An Odyssey: A Father, a Son and a Epic (Alfred A. Knopf, 2017) Publié en français sous le titre Une odyssée : Un père, un fils, une épopée, traduit par Isabelle Taudière et Clotilde Meyer, Paris, Flammarion, 2017, 432 p.  (ISBN 978-2-08-124092-6) ; réédition, Paris, J'ai lu no 12364, 2019  (ISBN 978-2-290-16476-1)
- Three rings : a tale of exile, narrative and fate, ( University of Virginia Press, 2020. Publié en français sous le titre Trois anneaux : un conte d'exils, traduit par Isabelle Taudière, Paris, Flammarion, 2020, 200 p.  (ISBN 978-2-08-151382-2)
- Caroline Petit, Scelerati ! Antiques, sadiques et diaboliques, Les Belles Lettres, coll. « Signets Belles Lettres », 2023

## Distinctions
- Premio WIZO-ADIE, Gli scomparsi (Les Disparus), 2008
- Duff Cooper Prize (présélectionné), The Lost (R.-U.), 2008
- Prix Médicis étranger, Les Disparus, 2007
- Meilleur livre de l'année 2007 (Lire), Les Disparus, 2007
- National Book Critics Circle Award, 2006
- National Jewish Book Award, 2006
- Salon Book Award, 2006
- American Library Association Sophie Brody Medal for Outstanding Contribution to Jewish Literature, 2006
- John Simon Guggenheim Foundation Memorial Fellowship: The Unfinished Poems of C. P. Cavafy: À Translation with Literary Commentary, 2005
- George Jean Nathan Award for Dramatic Criticism, 2002
- National Book Critics' Circle Citation for Excellence in Book Reviewing, 2000
- Notable Book of the Year (The New York Times), The Elusive Embrace, 1999
- Best Book of the Year (Los Angeles Times), The Elusive Embrace, 1999